# Canal 11
Canal 11 ou 11 é o canal de televisão da Federação Portuguesa de Futebol. Foi lançado a 1 de agosto de 2019. Para além de transmitir os jogos das diferentes seleções de Portugal, o 11 transmite outras competições de futebol, futsal e futebol de praia, dando enfoque também ao desporto feminino. Transmite também histórias e conteúdos originais sobre os portugueses no mundo do futebol, para além de debates entre comentadores.
Atualmente, o seu Diretor é Pedro Sousa.

## Direitos

### Futebol Masculino
- Liga 3
- Campeonato de Portugal
- Liga Revelação
- Taça de Portugal
- Taça Revelação
- Jogos das Seleções em vários escalões
- Brasileirão[6][7][nota 1]
- Campeonato Paulista 2025[8]
- Liga dos Campeões da Ásia

### Futebol feminino
- Campeonato Nacional
- Taça de Portugal
- Supertaça
- Taça da Liga Portuguesa

### Futsal
- Liga Placard
- Taça de Portugal
- Taça da Liga
- Supertaça
- Jogos da Seleção de Portugal